# Donald gardien de phare
Pour plus de détails, voir Fiche technique et Distribution.
Donald gardien de phare (Lighthouse Keeping) est un dessin animé de la série des Donald Duck produit par Walt Disney pour Buena Vista Distribution, sorti le 20 septembre 1946.

## Synopsis
Donald doit lutter contre Marblehead, un pélican têtu, bien décidé à éteindre la lumière du phare qui le dérange et que Donald doit garder allumé…

## Fiche technique
- Titre original : Lighthouse Keeping
- Titre français : Donald gardien de phare
- Série : Donald Duck
- Réalisateur : Jack Hannah
- Scénario : Harry Reeves, Jesse Marsh
- Animateur: Hal King, Bob Carlson, Judge Whitaker, Fred Jones
- Layout: Yale Gracey
- Décor : Howard Dunn
- Voix : Clarence Nash (Donald)
- Musique: Oliver Wallace
- Producteur : Walt Disney
- Société de production : Walt Disney Productions
- Distributeur : Buena Vista Distribution
- Date de sortie : 20 septembre 1946[1]
- Format d'image : couleur (Technicolor)
- Son : Mono (RCA Photophone)
- Durée : 7 minutes
- Langue : (en)
- Pays :  États-Unis

## Voix françaises
- Sylvain Caruso : Donald Duck

## Titre en différentes langues
D'après IMDb :
- Finlande : Aku majakanvartijana
- Suède : Kalle Anka som fyrvaktare